# Marcelino Núñez
Marcelino Ignacio Núñez Espinoza  (Recoleta, Chile, 1 de marzo de 2000) es un futbolista profesional chileno que se desempeña como mediocampista ofensivo o interior y actualmente milita en el Norwich City de la Sky Bet Championship. Es internacional absoluto con la Selección de Chile desde 2021.

## Trayectoria

### Universidad Católica

#### Debut y primeros años
Se integró a las inferiores de Universidad Católica, destacando en la categoría sub-19 dirigida por Andrés Romero. En el año 2019, Gustavo Quinteros en ese entonces entrenador de Universidad Católica, lo habría solicitado para formar parte del plantel profesional, para cumplir con la regla sub-20 de la Primera División de Chile. Firma su primer contrato como profesional en diciembre de 2019, que lo vincularía al elenco cruzado hasta mediados de 2022.
Tras la llegada de Ariel Holan al cuadro cruzado, Núñez haría su debut en la temporada 2020 el 21 de febrero de 2020 cuando se enfrentó Universidad Católica contra Deportes Iquique, jugando 25' minutos en el triunfo por 3 a 1 del elenco estudiantil, desde ahí comenzaría a sumar minutos en la escuadra. A nivel internacional, debutó el 3 de marzo de 2020 frente a Internacional de Porto Alegre en la derrota 3 a 0 de la escuadra cruzada, en la disputa por la Copa Libertadores. El 10 de marzo del mismo mes, convirtió su primer gol a nivel profesional frente a América de Cali, en la derrota 1 a 2 de su club en el plano internacional.
En febrero de 2021, se celebró su primer título nacional con Universidad Católica al ganar el campeonato Primera División 2020. Por la Primera División jugó 20 partidos marcando dos goles, su primer gol en su carrera por torneo nacional fue el 25 de enero de 2021 en la derrota como local del club 2 a 3 frente a Palestino, su siguiente gol fue por la fecha 27 en el triunfo de Católica 3 a 0 frente a Huachipato. El 21 de marzo de 2021, junto al cuadro cruzado se coronó campeón de la Supercopa 2020, tras ganarle a Colo Colo por 4 a 2 con Núñez marcando el empate 2 a 2 parcial.

#### Titularidad inamovible en el club
Para la temporada de 2021, Nuñez ya era titular indiscutido en la Universidad Católica. Con el club por la Primera División 2021 jugó 28 partidos con 6 goles y 7 asistencias, su primer gol en el torneo fue en la fecha 15 en el triunfo 4 a 3 de la UC frente a Deportes La Serena, fue vital en la fecha 17 en el triunfo contra Everton donde el club ganó por 2 a 0 como local con doblete de Nuñez, por la fecha 26 marcó otro doblete en el triunfo de visita del club frente a Cobresal. Su último gol por el torneo fue en la victoria 4 a 0 frente a Deportes Antofagasta por la fecha 30.
Disputó con el club la final de la Supercopa 2021 frente a Ñublense, donde la UC se coronó en tanda de penales tricampeón de está competencia. También con la institución se coronó tetracampeón del torneo nacional, tras ganar las ediciones 2018, 2019, 2020 y 2021, Nuñez formó parte de los últimos dos torneos y esta nueva estrella se convirtió en su cuarto título con la franja. Tras un buen desempeñó en 2021, al finalizar el torneo nacional, Nuñez extendió su vínculo con la institución hasta 2024.
Durante la temporada 2022, continuó siendo titular con el club, en junio de ese año, disputó su primer encuentro por Copa Chile anotando un gol y marcando una asistencia para eliminar a Unión San Felipe de la competencia. También disputó la Copa Libertadores y Copa Sudamericana, marcando el 13 de abril su segundo gol internacional, esta vez, frente a Sporting Cristal por la Libertadores. Por la liga nacional alcanzó a disputar 16 partidos, sin poder anotar, siendo el partido frente a Cobresal el 31 de julio su último partido con la institución, registrando en tres temporadas 84 partidos, 12 goles y 13 asistencias.

### Norwich City
El 2 de agosto, luego de disputar 3 temporadas con Universidad Católica se confirmó su traspaso al Norwich City de la EFL Championship inglesa, en un contrato por 5 temporadas. Disputó su primer encuentro con el club por la EFL Championship el 6 de agosto de 2022 siendo titular, jugando 77' minutos del encuentro en el empate 1 a 1 frente a Wigan Athletic. Tres días después debutó en la Copa de la Liga entrando al minuto 62 frente a Birmingham City por la primera fase del torneo, el partido finalmente terminó 2 a 2 definiendo el cupo a la siguiente ronda en tanda de penales donde Núñez anotaría de panenka el parcial 3 a 1 que finalmente terminaría en un 4 a 2 a favor del Norwich. Marcó su primer gol el 13 de agosto, tras marcar de tiro libre al minuto 72' el descuento de su club en la derrota final por 2 a 1 ante Hull City por la Championship.

## Selección nacional
El 4 de diciembre de 2021, es convocado por Martín Lasarte, director técnico de la selección chilena adulta, para disputar sus primeros encuentros amistosos con la selección frente a México y el Salvador.

### Copas América

#### Copa América 2021
Luego de sus buenas actuaciones en Universidad Católica como titular, el 10 de junio de 2021, fue convocado por Martín Lasarte para disputar la Copa América 2021. La nómina sería su primer llamado en cualquier categoría de la selección chilena.

#### Copa América 2024
Fue nominado por Ricardo Gareca para disputar la Copa América 2024.

### Clasificatorias

#### Clasificatorias Catar 2022
El 23 de agosto del mismo año, fue convocado a la selección para disputar los partidos frente a Brasil, Ecuador y Colombia por las Eliminatorias Catar 2022. El 9 de septiembre de 2021, Núñez debutó por la selección chilena, al ingresar al entretiempo en el partido que enfrentó a Colombia, cuyo encuentro terminó en una derrota por 3 goles a 1. Posteriormente debutó como titular el 7 de octubre del mismo año, ante Perú, perdiendo por 2 a 0. Fue ratificado como titular el 11 de noviembre ante Paraguay, como carrilero, donde Chile ganó por 1-0 y consiguió su primera victoria como visitante después de cinco años.
El 1 de febrero de 2022, Nuñez fue titular en el encuentro entre Chile frente a Bolivia en el estadio Hernando Siles de La Paz, y marcó el 1 a 2 parcial del encuentro el cual sería su primer gol con la selección absoluta tras asistencia de Mauricio Isla, dicho encuentro terminaría a favor del cuadro chileno por 2 a 3.

#### Clasificatorias Norteamérica 2026
Fue nominado para los primeros partidos de los clasificatorios a Norteamérica 2026, jugando como titular el 8 de septiembre en la derrota de Chile por 3 a 1 ante Uruguay en Montevideo, sin embargo, en la siguiente fecha ante Colombia no sumó minutos.Pese a venir de una lesión volvió a ser citado ante Perú y Venezuela para octubre del mismo año, y ante Perú entró de cambio al minuto 89 por Diego Valdés anotando a los 2 minutos de su ingreso tras asistencia de Alexander Aravena definitivo 2 a 0 ante Perú, sin embargo, en una primera instancia fue considerado por la Conmebol y la FIFA como autogol de Marcos López,4 días después del encuentro el organismo rectificó su decisión y le otorgó el gol a Núñez.

#### Participaciones en Clasificatorias a Copas del Mundo
| Eliminatorias                   | País       | Resultado | Partidos | Goles | Asistencias |
| ------------------------------- | ---------- | --------- | -------- | ----- | ----------- |
| Eliminatorias Catar 2022        | Sudamérica | Eliminado | 7        | 1     | 1           |
| Eliminatorias Norteamérica 2026 | Sudamérica | Eliminado | 7        | 1     | 0           |

### Participaciones en Copa América
| Torneo            | Sede           | Resultado        | Partidos | Goles |
| ----------------- | -------------- | ---------------- | -------- | ----- |
| Copa América 2021 | Brasil         | Cuartos de final | 0        | 0     |
| Copa América 2024 | Estados Unidos | Fase de grupos   | 3        | 0     |

### Partidos internacionales
Actualizado hasta el 10 de junio de 2025.
| Partidos internacionales | Partidos internacionales | Partidos internacionales                                        | Partidos internacionales | Partidos internacionales | Partidos internacionales | Partidos internacionales | Partidos internacionales | Partidos internacionales | Partidos internacionales            |
| N.º                      | Fecha                    | Estadio                                                         | Local                    | Resultado                | Visitante                | Goles                    | Asistencias              | DT                       | Competición                         |
| ------------------------ | ------------------------ | --------------------------------------------------------------- | ------------------------ | ------------------------ | ------------------------ | ------------------------ | ------------------------ | ------------------------ | ----------------------------------- |
| 1                        | 9 de septiembre de 2021  | Estadio Metropolitano Roberto Meléndez, Barranquilla, Colombia  | Colombia                 | 3-1                      | Chile                    |                          |                          | Martín Lasarte           | Clasificatorias a Catar 2022        |
| 2                        | 7 de octubre de 2021     | Estadio Nacional, Lima, Perú                                    | Perú                     | 2-0                      | Chile                    |                          |                          | Martín Lasarte           | Clasificatorias a Catar 2022        |
| 3                        | 10 de octubre de 2021    | Estadio San Carlos de Apoquindo, Santiago, Chile                | Chile                    | 2-0                      | Paraguay                 |                          |                          | Martín Lasarte           | Clasificatorias a Catar 2022        |
| 4                        | 11 de noviembre de 2021  | Estadio Defensores del Chaco, Asunción, Paraguay                | Paraguay                 | 0-1                      | Chile                    |                          |                          | Martín Lasarte           | Clasificatorias a Catar 2022        |
| 5                        | 16 de noviembre de 2021  | Estadio San Carlos de Apoquindo , Santiago, Chile               | Chile                    | 0-2                      | Ecuador                  |                          |                          | Martín Lasarte           | Clasificatorias a Catar 2022        |
| 6                        | 9 de diciembre de 2021   | Q2 Stadium, Austin, Estados Unidos                              | México                   | 2-2                      | Chile                    |                          |                          | Martín Lasarte           | Amistoso                            |
| 7                        | 12 de diciembre de 2021  | Banc of California Stadium, Los Ángeles, Estados Unidos         | El Salvador              | 0-1                      | Chile                    |                          |                          | Martín Lasarte           | Amistoso                            |
| 8                        | 27 de enero de 2022      | Estadio Zorros del Desierto, Calama, Chile                      | Chile                    | 1-2                      | Argentina                |                          | Asistencia               | Martín Lasarte           | Clasificatorias a Catar 2022        |
| 9                        | 1 de febrero de 2022     | Estadio Hernando Siles, La Paz, Bolivia                         | Bolivia                  | 2-3                      | Chile                    | Anotado                  |                          | Martín Lasarte           | Clasificatorias a Catar 2022        |
| 10                       | 6 de junio de 2022       | Estadio Mundialista de Daejeon, Daejeon, Corea del Sur          | Corea del Sur            | 2-0                      | Chile                    |                          |                          | Eduardo Berizzo          | Amistoso                            |
| 11                       | 23 de septiembre de 2022 | RCDE Stadium, Barcelona, España                                 | Marruecos                | 2-0                      | Chile                    |                          |                          | Eduardo Berizzo          | Amistoso                            |
| 12                       | 27 de septiembre de 2022 | Estadio Franz Horr , Viena, Austria                             | Catar                    | 2-2                      | Chile                    |                          |                          | Eduardo Berizzo          | Amistoso                            |
| 13                       | 16 de noviembre de 2022  | Estadio del Ejército Polaco, Varsovia, Polonia                  | Polonia                  | 1-0                      | Chile                    |                          |                          | Eduardo Berizzo          | Amistoso                            |
| 14                       | 20 de noviembre de 2022  | Tehelné pole, Bratislava, Eslovaquia                            | Eslovaquia               | 0-0                      | Chile                    |                          |                          | Eduardo Berizzo          | Amistoso                            |
| 15                       | 27 de marzo de 2023      | Estadio Monumental, Santiago, Chile                             | Chile                    | 3-2                      | Paraguay                 |                          | Asistencia               | Eduardo Berizzo          | Amistoso                            |
| 16                       | 11 de junio de 2023      | Estadio Ester Roa Rebolledo, Concepción, Chile                  | Chile                    | 3-0                      | Cuba                     | Anotado · Anotado        | Asistencia               | Eduardo Berizzo          | Amistoso                            |
| 17                       | 11 de junio de 2023      | Estadio Sausalito, Viña del Mar, Chile                          | Chile                    | 5-0                      | República Dominicana     |                          |                          | Eduardo Berizzo          | Amistoso                            |
| 18                       | 20 de junio de 2023      | Estadio Ramón Aguilera Costas, Santa Cruz de la Sierra, Bolivia | Bolivia                  | 0-0                      | Chile                    |                          |                          | Eduardo Berizzo          | Amistoso                            |
| 19                       | 8 de septiembre de 2023  | Estadio Centenario , Montevideo, Uruguay                        | Uruguay                  | 3-1                      | Chile                    |                          |                          | Eduardo Berizzo          | Clasificatorias a Norteamérica 2026 |
| 20                       | 12 de octubre de 2023    | Estadio Monumental, Santiago, Chile                             | Chile                    | 2-0                      | Perú                     | Anotado                  |                          | Eduardo Berizzo          | Clasificatorias a Norteamérica 2026 |
| 21                       | 17 de octubre de 2023    | Estadio Monumental, Maturín, Venezuela                          | Venezuela                | 3-0                      | Chile                    |                          |                          | Eduardo Berizzo          | Clasificatorias a Norteamérica 2026 |
| 22                       | 21 de noviembre de 2023  | Estadio Rodrigo Paz Delgado, Quito, Ecuador                     | Ecuador                  | 1-0                      | Chile                    |                          |                          | Nicolás Córdova          | Clasificatorias a Norteamérica 2026 |
| 23                       | 22 de marzo de 2024      | Estadio Ennio Tardini, Parma, Italia                            | Albania                  | 0-3                      | Chile                    |                          |                          | Ricardo Gareca           | Amistoso                            |
| 24                       | 26 de marzo de 2024      | Stade Vélodrome, Marsella, Francia                              | Francia                  | 3-2                      | Chile                    | Anotado                  |                          | Ricardo Gareca           | Amistoso                            |
| 25                       | 11 de junio de 2024      | Estadio Nacional, Santiago, Chile                               | Chile                    | 3-0                      | Paraguay                 |                          |                          | Ricardo Gareca           | Amistoso                            |
| 26                       | 21 de junio de 2024      | AT&T Stadium, Arlington, Estados Unidos                         | Chile                    | 0-0                      | Perú                     |                          |                          | Ricardo Gareca           | Copa América 2024                   |
| 27                       | 25 de junio de 2024      | MetLife Stadium, East Rutherford, Estados Unidos                | Argentina                | 1-0                      | Chile                    |                          |                          | Ricardo Gareca           | Copa América 2024                   |
| 28                       | 29 de junio de 2024      | Inter&Co Stadium, Orlando, Estados Unidos                       | Canadá                   | 0-0                      | Chile                    |                          |                          | Ricardo Gareca           | Copa América 2024                   |
| 29                       | 5 de septiembre de 2024  | Estadio Monumental, Buenos Aires, Argentina                     | Argentina                | 3-0                      | Chile                    |                          |                          | Ricardo Gareca           | Clasificatorias Norteamérica 2026   |
| 30                       | 5 de junio de 2025       | Estadio Nacional, Santiago, Chile                               | Chile                    | 0-1                      | Argentina                |                          |                          | Ricardo Gareca           | Clasificatorias Norteamérica 2026   |
| 31                       | 10 de junio de 2025      | Estadio Municipal de El Alto, El Alto, Bolivia                  | Bolivia                  | 2-0                      | Chile                    |                          |                          | Ricardo Gareca           | Clasificatorias Norteamérica 2026   |
| Total                    | Total                    | Total                                                           | Presencias               | 31                       | Goles                    | 5                        | 3                        |                          |                                     |

| Selección chilena | Selección chilena | Selección chilena |
| Año               | Partidos          | Goles             |
| ----------------- | ----------------- | ----------------- |
| 2021              | 7                 | 0                 |
| 2022              | 7                 | 1                 |
| 2023              | 8                 | 3                 |
| 2024              | 7                 | 1                 |
| 2025              | 2                 | 0                 |
| Total             | 31                | 5                 |

#### Goles internacionales
Actualizado hasta el 26 de marzo de 2024.
| Goles por la Selección de fútbol de Chile | Goles por la Selección de fútbol de Chile | Goles por la Selección de fútbol de Chile | Goles por la Selección de fútbol de Chile | Goles por la Selección de fútbol de Chile | Goles por la Selección de fútbol de Chile | Goles por la Selección de fútbol de Chile | Goles por la Selección de fútbol de Chile |
| #                                         | Fecha                                     | Lugar                                     | Rival                                     | Gol                                       | Resultado                                 | Competición                               |                                           |
| ----------------------------------------- | ----------------------------------------- | ----------------------------------------- | ----------------------------------------- | ----------------------------------------- | ----------------------------------------- | ----------------------------------------- | ----------------------------------------- |
| 1.                                        | 1 de febrero de 2022                      | Estadio Hernando Siles, La Paz, Bolivia   | Bolivia                                   | 1 – 2                                     | 2 – 3                                     | Clasificatorias a Catar 2022              |                                           |
| 2.                                        | 11 de junio de 2023                       | Estadio Ester Roa Rebolledo, Concepción   | Cuba                                      | 1 – 0                                     | 3 – 0                                     | Amistoso                                  |                                           |
| 3.                                        | 11 de junio de 2023                       | Estadio Ester Roa Rebolledo, Concepción   | Cuba                                      | 3 – 0                                     | 3 – 0                                     | Amistoso                                  |                                           |
| 4.                                        | 12 de octubre de 2023                     | Estadio Monumental, Santiago, Chile       | Perú                                      | 2 – 0                                     | 2 – 0                                     | Clasificatorias a Norteamérica 2026       |                                           |
| 5.                                        | 26 de marzo de 2024                       | Stade Vélodrome, Marsella, Francia        | Francia                                   | 0 – 1                                     | 3 – 2                                     | Amistoso                                  |                                           |

## Estadísticas

### Clubes
| Club                         | Div.          | Temporada     | Liga  | Liga  | Liga   | Copas nacionales | Copas nacionales | Copas nacionales | Torneos internacionales | Torneos internacionales | Torneos internacionales | Total | Total | Total  |
| Club                         | Div.          | Temporada     | Part. | Goles | Asist. | Part.            | Goles            | Asist.           | Part.                   | Goles                   | Asist.                  | Part. | Goles | Asist. |
| ---------------------------- | ------------- | ------------- | ----- | ----- | ------ | ---------------- | ---------------- | ---------------- | ----------------------- | ----------------------- | ----------------------- | ----- | ----- | ------ |
| Universidad Católica · Chile | 1.ª           | 2020          | 20    | 2     | 2      | 1                | 1                | 0                | 4                       | 1                       | 0                       | 25    | 4     | 2      |
| Universidad Católica · Chile | 1.ª           | 2021          | 28    | 6     | 7      | 1                | 0                | 0                | 7                       | 0                       | 2                       | 36    | 6     | 9      |
| Universidad Católica · Chile | 1.ª           | 2022          | 16    | 0     | 1      | 2                | 1                | 1                | 5                       | 1                       | 0                       | 23    | 2     | 2      |
| Universidad Católica · Chile | Total club    | Total club    | 64    | 8     | 10     | 4                | 2                | 1                | 16                      | 2                       | 2                       | 84    | 12    | 13     |
| Norwich City Inglaterra      | 2.ª           | 2022-23       | 37    | 3     | 2      | 2                | 0                | 0                | —                       | —                       | —                       | 39    | 3     | 2      |
| Norwich City Inglaterra      | 2.ª           | 2023-24       | 38    | 2     | 3      | 4                | 0                | 0                | —                       | —                       | —                       | 42    | 2     | 3      |
| Norwich City Inglaterra      | 2.ª           | 2024-25       | 32    | 6     | 4      | 3                | 0                | 0                | —                       | —                       | —                       | 35    | 6     | 4      |
| Norwich City Inglaterra      | 2.ª           | 2025-26       | 2     | 0     | 1      | 1                | 1                | 0                | —                       | —                       | —                       | 3     | 1     | 1      |
| Norwich City Inglaterra      | Total club    | Total club    | 109   | 11    | 10     | 10               | 1                | 0                | 0                       | 0                       | 0                       | 119   | 12    | 10     |
| Total carrera                | Total carrera | Total carrera | 173   | 19    | 20     | 14               | 3                | 1                | 16                      | 2                       | 2                       | 203   | 24    | 23     |
| 1. 2. 3.                     |               |               |       |       |        |                  |                  |                  |                         |                         |                         |       |       |        |

#### Goles internacionales
| Goles internacionales | Goles internacionales | Goles internacionales | Goles internacionales | Goles internacionales | Goles internacionales | Goles internacionales   | Goles internacionales | Goles internacionales | Goles internacionales |
| Fecha                 | Resultado final       | Resultado final       | Resultado final       | Resultado final       | Lugar                 | Estadio                 | Temporada             | Temporada             | Gol                   |
| --------------------- | --------------------- | --------------------- | --------------------- | --------------------- | --------------------- | ----------------------- | --------------------- | --------------------- | --------------------- |
| 10-03-2020            | Universidad Católica  | 1                     | 2                     | América de Cali       | Santiago              | San Carlos de Apoquindo | 2020                  | Copa Libertadores     | 1                     |
| 12-04-2022            | Universidad Católica  | 2                     | 1                     | Sporting Cristal      | Santiago              | San Carlos de Apoquindo | 2022                  | Copa Libertadores     | 1                     |

### Selecciones
| Selección      | Temporada     | Amistosos | Amistosos | Amistosos | Sudamérica | Sudamérica | Sudamérica | Mundial | Mundial | Mundial | Total | Total | Total  |
| Selección      | Temporada     | Part.     | Goles     | Asist.    | Part.      | Goles      | Asist.     | Part.   | Goles   | Asist.  | Part. | Goles | Asist. |
| -------------- | ------------- | --------- | --------- | --------- | ---------- | ---------- | ---------- | ------- | ------- | ------- | ----- | ----- | ------ |
| Adulta · Chile | 2021          | 2         | 0         | 0         | 5          | 0          | 0          | —       | —       | —       | 7     | 0     | 1      |
| Adulta · Chile | 2022          | 5         | 0         | 0         | 2          | 1          | 1          | —       | —       | —       | 7     | 1     | 0      |
| Adulta · Chile | 2023          | 4         | 2         | 2         | 4          | 1          | 0          | —       | —       | —       | 8     | 3     | 2      |
| Adulta · Chile | 2024          | 3         | 1         | 0         | 4          | 0          | 0          | —       | —       | —       | 7     | 1     | 0      |
| Adulta · Chile | Total         | 14        | 3         | 2         | 15         | 2          | 1          | 0       | 0       | 0       | 29    | 5     | 3      |
| Total carrera  | Total carrera | 14        | 3         | 2         | 15         | 2          | 1          | 0       | 0       | 0       | 29    | 5     | 3      |
| 1.             |               |           |           |           |            |            |            |         |         |         |       |       |        |

### Resumen estadístico
| Competición                   | Partidos | Goles | Asistencias |
| ----------------------------- | -------- | ----- | ----------- |
| Primera División de Chile     | 64       | 8     | 10          |
| EFL Championship              | 108      | 11    | 9           |
| Copa Chile                    | 1        | 1     | 1           |
| Supercopa de Chile            | 3        | 1     | 0           |
| Copa de la Liga de Inglaterra | 6        | 1     | 0           |
| FA Cup                        | 4        | 0     | 0           |
| Copa Libertadores             | 13       | 2     | 2           |
| Copa Sudamericana             | 3        | 0     | 0           |
| Selección adulta              | 31       | 5     | 3           |
| Total                         | 233      | 29    | 25          |

## Palmarés

### Títulos nacionales
| Título             | Equipo                     | País  | Año  |
| ------------------ | -------------------------- | ----- | ---- |
| Primera División   | C. D. Universidad Católica | Chile | 2020 |
| Supercopa de Chile | C. D. Universidad Católica | Chile | 2020 |
| Supercopa de Chile | C. D. Universidad Católica | Chile | 2021 |
| Primera División   | C. D. Universidad Católica | Chile | 2021 |

### Distinciones individuales
| Distinción                                                    | Año  |
| ------------------------------------------------------------- | ---- |
| Mejor volante de 2021 por Encuesta El Deportivo de La Tercera | 2021 |